# Sigurd Svensson
Sigurd Svensson, född 27 september 1912 i Vadsbro, död 13 januari 1969 i Stockholm, var en svensk ryttare.
Han blev olympisk silvermedaljör i London 1948.